# دون كانون
دون كانون (بالإنجليزية: Don Cannon)‏ هو منتج أسطوانات وملحن ودي جيه أمريكي، ولد في 2 أغسطس 1979.

## وصلات خارجية
- دون كانون على موقع ميوزك برينز (الإنجليزية)
- دون كانون على موقع أول ميوزيك (الإنجليزية)
- دون كانون على موقع ديسكوغز (الإنجليزية)